# Фекс льо О Клоше
Фек льо О Клоше (на френски: Fexhe-le-Haut-Clocher) е селище в Югоизточна Белгия, окръг Лиеж на провинция Лиеж. Населението му е около 3000 души (2006).